# Mambéré-Kadéï
Mambéré-Kadéï (franska) eller Mbaere-Kadeï (sango), Haute-Sangha till 1992, är en prefektur i Centralafrikanska republiken. Den ligger i den sydvästra delen av landet, 280 km väster om huvudstaden Bangui. Antalet invånare var 364 795 vid folkräkningen 2003. Arean var 30 203 kvadratkilometer innan prefekturen delades och Mambéré bildades 2021. Mambéré-Kadéï gränsar till prefekturerna Mambéré och Sangha-Mbaéré samt till Kamerun.
Mambéré-Kadéï delas sedan den administrativa reformen 2021 in i underprefekturerna:
- Berbérati
- Dédé-Mokouba
- Gamboula
- Sosso-Nakombo